# رادیکال هگزاتری‌ئینل
رادیکال هگزاتری‌ئینل (به انگلیسی: Hexatriynyl radical)، یک مولکول شیمیایی آلی با فرمول مولکولی C۶H است. این ترکیب، از زنجیره‌ای از شش اتم کربن تشکیل شده که در انتها به یک اتم هیدروژن ختم شده‌اند. 
همان‌طور که در ساختار شیمیایی مولکول نشان داده شده‌است، الکترون جفت‌نشده در انتهای دیگر و موقعیت مقابل اتم هیدروژن قرار دارد. مطالعات تجربی و نظری مبتنی بر شبیه سازی رایانه‌ای در مورد این گونه در اوایل دهه ۱۹۹۰ انجام شده‌است. 